# Carmen (film fra 1915 af Cecil B. DeMille)
 For alternative betydninger, se Carmen. (Se også artikler, som begynder med Carmen)
Carmen er en amerikansk stumfilm fra 1915 af Cecil B. DeMille.

## Medvirkende
- Geraldine Farrar som Carmen
- Wallace Reid som Don José
- Pedro de Cordoba som Escamillo
- Horace B. Carpenter som Pastia
- William Elmer som Morales